# Sean Ghazi
Sean William Ghazi (Nacido el 4 de abril de 1969, en Kuala Lumpur) es un actor, cantante y bailarín malayo.
Ghazi es conocido por actuar en la película Ana y el Rey (1999), en la que interpretaba el personaje de Balat, junto a Jodie Foster y Chow Yun-Fat. Se ha presentado en el escenario en West End de Londres y en el resto de Europa, en producciones como Miss Saigon, Rent y El Rey y yo. También ha participado en varios programas de televisión y producciones teatrales en Asia.
En 2006, Ghazi lanzó su primer disco tittuado "Sean Ghazi Semalam", que cuenta con versiones de jazzed en marcha de las canciones clásicas de Malaca. Con este álbum Ghazi ganó el premio como 'Mejor Nuevo Artista "en el Muzik Anugerah Industri (Malasia Música Premios de la Industria).
En 1995, Ghazi ganó un concurso de talento a nivel nacional por medio de un canal de televisión en Singapur,  llamado los Premios Fama.
Ghazi fue educado en el Colegio United World College of South East Asia en Singapur, Emerson College en Boston, y Laine Theatre Arts en Londres.

## Filmografía
- Anna and the King (1999)
- Idaman (1998 TV series)

## Discografía
- Sean Ghazi Semalam (2006)

### Anugerah Industri Muzik(Malasia Premios Industria de la Música)
- Best New Artiste 2006

## Obras de teatro
- P. Ramlee - The Musical (2007)